# Ramalina portuensis
Ramalina portuensis är en lavart som beskrevs av Samp. Ramalina portuensis ingår i släktet Ramalina och familjen Ramalinaceae.   Inga underarter finns listade i Catalogue of Life.